# Eilica pomposa
Eilica pomposa är en spindelart som beskrevs av Medan 200. Eilica pomposa ingår i släktet Eilica och familjen plattbuksspindlar. Inga underarter finns listade i Catalogue of Life.